# ماهیان سبک‌شانه
ماهیان سبک‌شانه (نام علمی: Ctenoluciidae) نام یک تیره از راسته تتراسانان است.